# Asterocarpa
Asterocarpa is een geslacht van zakpijpen (Ascidiacea) uit de familie Styelidae en de orde Stolidobranchia.

## Soorten
- Asterocarpa coerulea (Quoy & Gaimard, 1834)
- Asterocarpa humilis (Heller, 1878)

Niet geaccepteerde soorten:
- Asterocarpa cerea (Sluiter, 1900) → Asterocarpa humilis (Heller, 1878)